# Noc Cavus
Il Noc Cavus è una formazione geologica della superficie di Marte.